# Merce Cunningham
Merce Cunningham (Centralia, Estat de Washington, el 16 d'abril de 1919- 26 de juliol del 2009, Nova York) va ser un pintor, ballarí i coreògraf estatunidenc.
L'octubre del 2005 Cunningham va rebre el Praemium Imperiale a Tokio. A França, fou nomenat comandant de l'Orde de les Arts i les Lletres el 1982 i Cavaller primer (1989) i després oficial (2004) de la Legió d'Honor. Als Estats Units fou reconegut amb la Medalla Nacional de les Arts dels EUA (1990) i els premis Isadora Duncan (1999) i Nijinsky '(2000).

## Biografia
Cunningham va rebre la seva primera formació formal en dansa i teatre a la Cornish School (actualment, la Cornish College of the Arts) en Seattle. Des de 1939 fins a 1945, fou solista a la companyia de Martha Graham.
Va presentar el seu primer concert solista a Nova York amb John Cage a l'abril de 1944. La Merce Cunningham Dance Company es va formar al Black Mountain College a l'estiu del 1953. Des d'aquesta època, Cunningham va coreografiar prop de 200 obres per la seva companyia. L'any 1973 va coreografiar Un jour ou deux pel ballet de l'Òpera de París, amb música de Cage i decorats de Jasper Johns.
L'interès de Cunningham en la tecnologia contemporània el va dur a treballar amb el programa per computadora «DanceForms», que va utilitzar per realitzar totes les seves danses des de Trackers (1991). En 1997 va començar a treballar en captura de moviments amb Paul Kaiser i Shelley Eshkar de Riverbed Media per desenvolupar el decorat per BIPED, amb música de Gavin Bryars, interpretada per primera vegada el 1999 en el Zellerbach Hall, (Universidad de California en Berkeley).
Una altra obra seva destacada, Interscape, interpretada per primer cop l'any 2000, va unir Cunningham amb el seu anterior col·laborador Robert Rauschenberg, qui va dissenyar el decorat i els vestuaris de la dansa, amb música de John Cage que fou la seva parella fins a la seva mort l'any 1992.
Cunningham col·laborà amb la revista tridimensional Aspen. 

## Obres
Autor de més de dues-centes coreografies, a més de les esmentades, en el seu repertori s'inclouen: 
- Suite for Five (1956)
- Rainforest (1968)
- Field Dances (1973)
- Changing Steps (1973)
- Un jour de deux (1973)
- Sounddance (1975)
- Locale (1979)
- Roadrunners (1979)
- Quartets (1983)
- Roaratorio (1983)
- Fabrications (1991)
- Field and Figures (1989)
- Beach Birds (1991)
- CRWDSPCR (1993)
- Ocean (1994)
- Signals (1994)
- Ground Level Overlay (1995)
- Rondo (1996)
- Pond Way (1998)
- BIPED (1999)